# Rogowo (powiat makowski)
Rogowo – wieś sołecka w Polsce położona w województwie mazowieckim, w powiecie makowskim, w gminie Płoniawy-Bramura.
W latach 1975–1998 miejscowość należała administracyjnie do województwa ostrołęckiego.
Wierni Kościoła rzymskokatolickiego należą do parafii św. Stanisława w Płoniawach-Bramurze.